# Такер, Эмма
Эмма Джейн Такер (англ. Emma Jane Tucker; род. 1966, Лондон, Великобритания) — журналистка. Главный редактор газеты The Wall Street Journal. Бывший редактор газеты The Sunday Times и бывший заместитель редактора газеты The Times.

## Ранний период жизни и образование
Родилась 24 октября 1966 года в Лондоне, Англия, в семье Николаса Такера (англ. Nicholas Tucker) и Жаклин Энтони (англ. Jacqueline Anthony). Такер училась в школе Уоллендс и Школе монастыря в Льюисе, Восточный Суссекс, Англия. Выиграла стипендию для обучения в United World College в Монтесуме, Нью-Мексико, США, и обучалась в нём с 16 лет. Окончила Оксфордский университет, где изучала философию, политику и экономику.

## Карьера
Журналистская карьера Такер началась в 1990 году в лондонском отделении газеты Financial Times (FT), где она прошла путь от стажёра до редактора воскресного приложения FT Weekend. Будучи репортёром FT, Такер освещала экономику, а позже работала в бюро FT в Брюсселе и Берлине. В 2001 году вернулась в Лондон и работала в FT на руководящих должностях.
В 2007 году Такер присоединилась к газете The Times в качестве помощника редактора features, а через год стала редактором Times2 (T2), ежедневного дополнения The Times. В 2012 году она стала редакционным директором The Times; вносила вклад в укрепление сотрудничества между редакционной и коммерческой командами. В октябре 2013 года она была назначена заместителем редактора Джона Уитероу, сменив Кита Блэкмора, который ушёл в отставку в августе того же года.
В конце января 2020 года Такер стала редактором газеты The Sunday Times, первой женщиной на этом посту после Рэйчел Бир, ставшей редактором в 1901 году. За время пребывания Такер в должности редактора, The Sunday Times опубликовала серию статей, определяющих повестку дня, в том числе так называемый «скандал с поощрениями»; цифровая аудитория The Sunday Times выросла более чем в два раза, а число подписчиков на цифровую версию The Times и The Sunday Times увеличилось с 320 тысяч до 450 тысяч.
В декабре 2022 года было объявлено, что Такер станет главным редактором газеты The Wall Street Journal (WSJ). 1 февраля 2023 году она заменила журналиста Мэтта Мюррея и стала первой женщиной-главным редактором WSJ. Такер также является главным редактором агентства Dow Jones Newswires. Она отвечает за глобальный сбор новостей и редакционные операции.

## Личная жизнь
Жила в Льюисе, Восточный Суссекс. Развелась со своим первым мужем и переехала в Лондон. В 2008 году она вышла замуж за своего второго мужа, Питера Андреаса Ховарта, у которого уже было троё сыновей.
По состоянию на апрель 2020 год жила в районе Херн-Хилл в Южном Лондоне со своим мужем, тремя сыновьями и тремя пасынками.